# Illice costimacula
Illice costimacula là một loài bướm đêm thuộc phân họ Arctiinae, họ Erebidae.